# 龙门煤矿站
龙门煤矿站（韓語：룡문탄광역）是朝鮮民主主義人民共和國平安北道球场郡的一個鐵路車站，属于龍門煤礦線。

## 邻近车站
龍門煤礦線
鱼龙站 - 龙门煤矿站